# Годешево
Годешево (болг. Годешево) — село в Благоевградской области Болгарии. Входит в состав общины Сатовча. Находится примерно в 18 км к югу от центра села Сатовча и примерно в 100 км к юго-востоку от центра города Благоевград. По данным переписи населения 2011 года, в селе  проживало 844 человека.

## Население
| Год     | 1934 | 1946 | 1956 | 1965 | 1975 | 1985 | 1992 | 2001 | 2011 |
| ------- | ---- | ---- | ---- | ---- | ---- | ---- | ---- | ---- | ---- |
| Жителей | 730  | 842  | 856  | 1012 | 1143 | 1190 | 1290 | 1098 | 844  |

| Национальность | Человек | Процент |
| -------------- | ------- | ------- |
| болгары        | 59      | 67,05%  |
| турки          | 17      | 19,32%  |
| другие         | 11      | 12,5%   |
| Всего ответов  | 88      |         |

|  |